# Mafalda Mouzinho de Albuquerque
Mafalda de Miranda Mouzinho de Albuquerque Valejo, mais conhecida por Mafalda Mouzinho de Albuquerque (Lisboa, 9 de dezembro de 1874 - Lisboa, 5 de fevereiro de 1952) foi uma escritora, poetisa e romancista portuguesa.

## Biografia

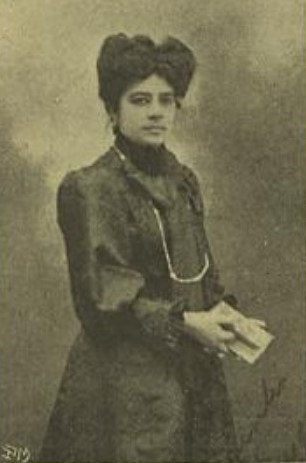
Aos 32 anos (O Occidente, 30 de outubro de 1907).

Nasceu a 9 de dezembro de 1874, na freguesia do Socorro, em Lisboa, filha legitimada de Fernando Luís Mouzinho de Albuquerque e de Mafalda Augusta Barbosa de Miranda de Seabra Jacques. Era irmã de Mécia Mouzinho de Albuquerque.
Cedo mostrou dotes para a escrita, tendo o escritor Tomás Ribeiro, por esse motivo, apresentado-a à sociedade literária ainda muito jovem. Conhecida pelos pseudónimos Ruben de Lara e Modesta, teve a sua primeira obra publicada em 1906 e a última em 1917, valendo-lhe esta última, a criação de uma peça teatral que subiu à cena no Teatro Nacional D. Maria II, a 27 de março de 1918. Acolhida pela imprensa periódica da época, as suas obras fizeram sucesso junto da aristocracia.
Casou duas vezes, primeiramente a 17 de março de 1892, na freguesia da Ajuda, em Lisboa, com Vítor Augusto Chaves Lemos e Melo e, após enviuvar em 1919, a 10 de junho de 1942, na freguesia de São Mamede, em Lisboa, com o Dr. Manuel Augusto Soares Valejo, de quem enviuvou em 1943. Não deixou descendência.
Faleceu a 5 de fevereiro de 1952, aos 77 anos, no Convento de Santos-o-Novo, também conhecido por Recolhimento da Encarnação, à Calçada da Cruz da Pedra, n.º2, na freguesia de Santa Engrácia, em Lisboa, vítima de uremia. Encontra-se sepultada no Cemitério de Abrantes, em jazigo de família.

## Obra
Escreveu: 
- Contos (1906), com prefácio de D. João da Câmara;
- Versos (1907), com prefácio de Cândido de Figueiredo;
- O Coração de Um Sábio (1908), romance;
- Um Rembrandt (1910), romance;
- Nevadas Penas (1913), versos/poesia, com prefácio de Marcelino Mesquita;
- O Ciúme (1917), drama, que subiu à cena no Teatro Nacional D. Maria II, a 27 de março de 1918.